# 푸크 판 헤일
헤라르뒤스 푸크 판 헤일(네덜란드어: Gerardus Puck van Heel, 1904년 1월 21일 ~ 1984년 12월 18일)은 네덜란드의 축구 선수이다.
그는 선수 생활을 네덜란드의 페예노르트에서만 하였다.
또한 판 헤일은 국제대회에도 네덜란드 축구 국가대표팀으로 64경기를 출전했으며 여기에는 1934년 FIFA 월드컵, 1938년 FIFA 월드컵에 참가한 것도 포함된다.